# 1667 w polityce

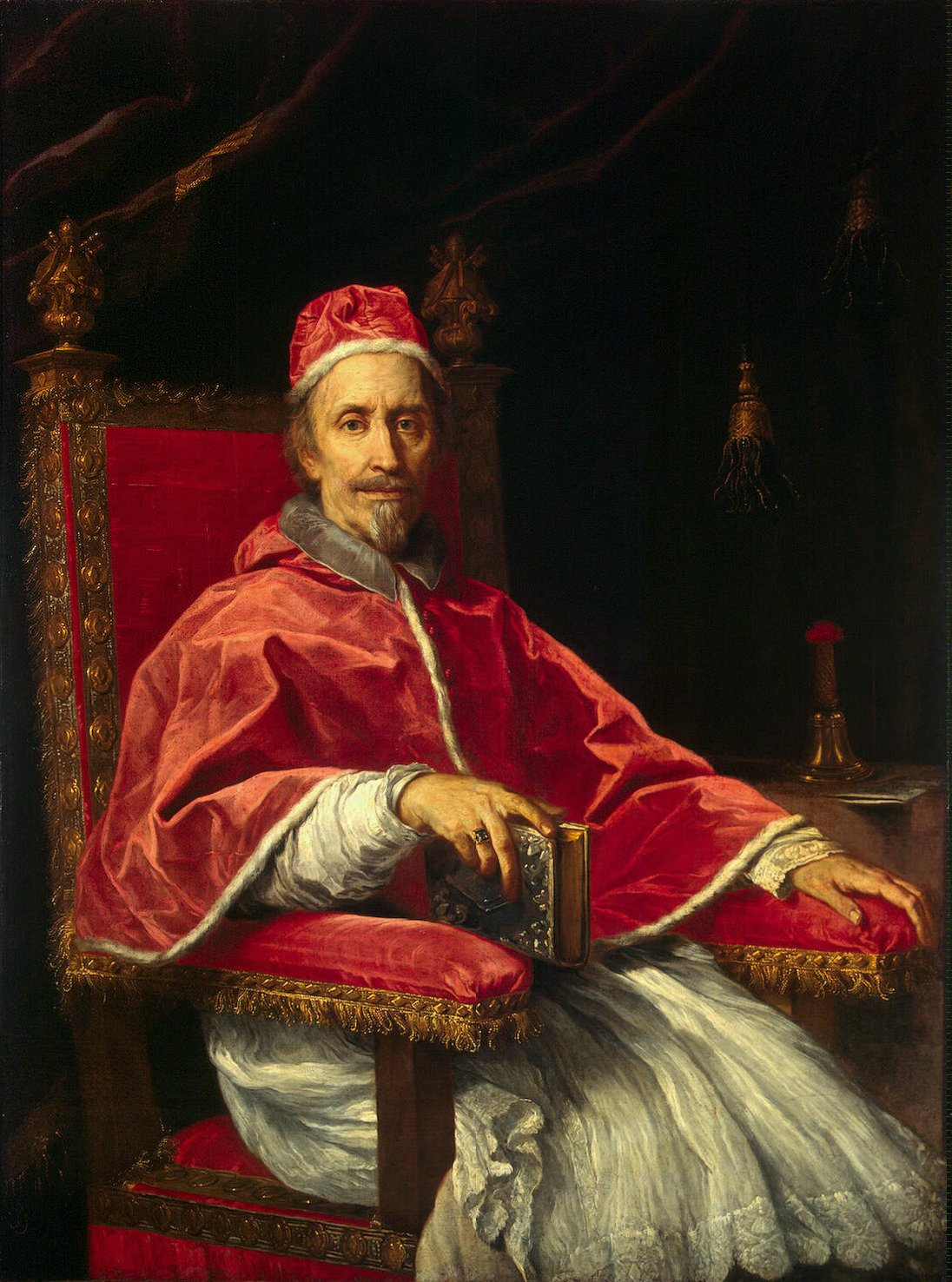
Klemens IX

Wydarzenia polityczne w 1667 roku.

## Wydarzenia
- Giulio Rospigliosi został papieżem[1].